# Дзвели-Абаша
Дзвели-Абаша (груз. ძველი აბაშა) — село в Грузии, на территории Абашского муниципалитета края (мхаре) Самегрело-Верхняя Сванетия.

## География
Село находится в западной части Грузии, к востоку от реки Абаши, на расстоянии приблизительно 1 километра (по прямой) к северу от города Абаша, административного центра муниципалитета. Абсолютная высота — 32 метра над уровнем моря.

## Население
По результатам официальной переписи населения 2014 года в Дзвели-Абаше проживало 859 человек (446 мужчин и 413 женщин). В национальной структуре населения грузины составляли 99,3 %.
| Год  | Население, человек |
| ---- | ------------------ |
| 2002 | 1091               |
| 2014 | ↘ 859              |